# Stephan Andersen
Stephan Maigaard Andersen (ur. 26 listopada 1981 w Kopenhadze) – duński piłkarz grający na pozycji bramkarza.

## Kariera klubowa
Andersen pochodzi z Kopenhagi. Pierwsze treningi piłkarskie podjął w klubie Hvidovre IF, a następnie występował w młodzieżowych drużynach Brøndby IF. Nie przebił się jednak do pierwszego składu i zimą 1999 wrócił do Hvidovre. W sezonie 2000/2001 awansował do pierwszej drużyny i zadebiutował w jej barwach w drugiej lidze duńskiej. Występował w Hvidovre przez dwa sezony. 
Latem 2002 został piłkarzem Akademisk Boldklub, w którego barwach zadebiutował w Superligaen. Za rok 2003 został uznany Talentem Roku w kategorii U-21 w Danii. W sezonie 2003/2004 spadł z AB do drugiej ligi.
W 2004 Andersen przeszedł do angielskiego Charltonu Athletic. W barwach tego zespołu rozegrał 17 spotkań w Premiership. W 2007 wrócił do Danii i został zawodnikiem Brøndby IF. 
Latem 2011 został piłkarzem francuskiego Évian. W Ligue 1 zadebiutował 20 sierpnia 2011 w zremisowanym 1:1 spotkaniu z AC Ajaccio. W roku 2013 podpisał kontrakt z Betisem. W Primera División swój pierwszy mecz rozegrał 18 sierpnia 2013 z Realem Madryt (1:2). Zimą 2014 został wypożyczony do Go Ahead Eagles. Pół roku później przeszedł do FC København. W barwach tego klubu zdobył trzy mistrzostwa Danii w latach 2016, 2017 i 2019 oraz trzy Puchary Danii w latach 2015–2017. W 2021 postanowił o zakończeniu kariery piłkarskiej.
| Sezon   | Klub                   | Kraj      | Rozgrywki      | Mecze | Bramki | Rozgrywki Europy                     | Mecze | Bramki |
| ------- | ---------------------- | --------- | -------------- | ----- | ------ | ------------------------------------ | ----- | ------ |
| 2000/01 | Hvidovre IF            | Dania     | SAS Ligaen     | 22    | 0      | -                                    | -     | -      |
| 2001/02 | Hvidovre IF            | Dania     | SAS Ligaen     | 23    | 0      | -                                    | -     | -      |
| 2002/03 | Akademisk Boldklub     | Dania     | SAS Ligaen     | 30    | 0      | -                                    | -     | -      |
| 2003/04 | Akademisk Boldklub     | Dania     | SAS Ligaen     | 32    | 0      | -                                    | -     | -      |
| 2004/05 | Charlton Athletic      | Anglia    | Premier League | 2     | 0      | -                                    | -     | -      |
| 2005/06 | Charlton Athletic      | Anglia    | Premier League | 15    | 0      | -                                    | -     | -      |
| 2006/07 | Brøndby IF             | Dania     | SAS Ligaen     | 15    | 0      | -                                    | -     | -      |
| 2007/08 | Brøndby IF             | Dania     | SAS Ligaen     | 33    | 0      | -                                    | -     | -      |
| 2008/09 | Brøndby IF             | Dania     | SAS Ligaen     | 33    | 0      | -                                    | -     | -      |
| 2009/10 | Brøndby IF             | Dania     | SAS Ligaen     | 31    | 0      | -                                    | -     | -      |
| 2010/11 | Brøndby IF             | Dania     | SAS Ligaen     | 21    | 0      | -                                    | -     | -      |
| 2011/12 | Brøndby IF             | Dania     | SAS Ligaen     | 4     | 0      | -                                    | -     | -      |
| 2011/12 | Evian TG               | Francja   | Ligue 1        | 30    | 0      | -                                    | -     | -      |
| 2012/13 | Evian TG               | Francja   | Ligue 1        | 9     | 0      | -                                    | -     | -      |
| 2013/14 | Real Betis             | Hiszpania | Liga BBVA      | 7     | 0      | Liga Europy UEFA                     | 4     | 0      |
| 2013/14 | Go Ahead Eagles (wyp.) | Holandia  | Eredivisie     | 13    | 0      | -                                    | -     | -      |
| 2014/15 | FC København           | Dania     | Superligaen    | 33    | 0      | Liga Mistrzów UEFA, Liga Europy UEFA | 10    | 0      |
| 2015/16 | FC København           | Dania     | Superligaen    | 17    | 0      | Liga Europy UEFA                     | 4     | 0      |
| 2016/17 | FC København           | Dania     | Superligaen    | 3     | 0      | Liga Mistrzów UEFA                   | 1     | 0      |
| 2017/18 | FC København           | Dania     | Superligaen    | 13    | 0      | Liga Europy UEFA                     | 2     | 0      |
| 2018/19 | FC København           | Dania     | Superligaen    | 6     | 0      | Liga Europy UEFA                     | 5     | 0      |
| 2019/20 | FC København           | Dania     | Superligaen    | 0     | 0      | –                                    | –     | –      |
| 2020/21 | FC København           | Dania     | Superligaen    | 0     | 0      | –                                    | –     | –      |

Stan na: 1 lipca 2021

## Kariera reprezentacyjna
W latach 2001–2003 Andersen rozegrał 21 spotkań w reprezentacji Danii U-21. W dorosłej reprezentacji zadebiutował 31 marca 2004 w przegranym 0:2 towarzyskim meczu z Hiszpanią. W 2004 został powołany przez Mortena Olsena na Mistrzostwa Europy. W 2010 otrzymał powołanie na Mistrzostwa Świata, natomiast dwa lata później na Euro 2012. Łącznie w reprezentacji Danii rozegrał 30 spotkań.

## Sukcesy

### Klubowe
Brøndby
- Royal League: 2006–07
- Zdobywca Pucharu Danii: 2007–08

FC København
- Mistrz Danii: 2015-2016, 2016-2017 i 2018-2019
- Zdobywca Pucharu Danii: 2014–15, 2015–16 i 2016–17

### Reprezentacyjne
Dania
- Uczestnik Mistrzostw Europy: 2004
- Uczestnik Mistrzostw Europy: 2012
- Uczestnik Mistrzostw Świata: 2010

### Indywidualne
Dania U-21
- Piłkarz roku do lat dwudziestu jeden: 2003

Superligaen
- Bramkarz roku: 2008